# Indianismo

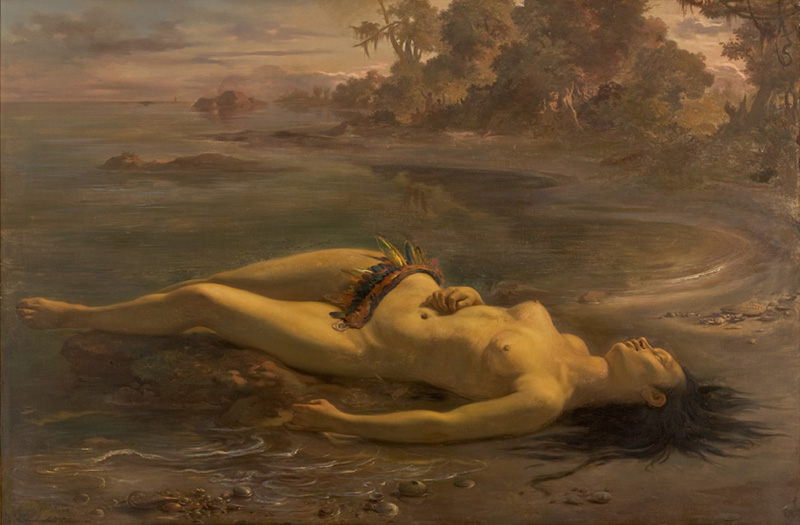
Victor Meirelles: Moema

Na literatura brasileira, indianismo foi a idealização do indígena, por vezes retratado como um mítico herói nacional. Foi uma das peculiaridades do romantismo no Brasil e que também possui uma extensão, menor que seja, nas artes plásticas brasileiras durante o século XIX.
Enquanto no continente europeu os românticos idealizavam o cavaleiro medieval, nesta nação não restava alternativa senão divinizar o indígena, já que no Brasil não se vivenciou historicamente a Idade Média.

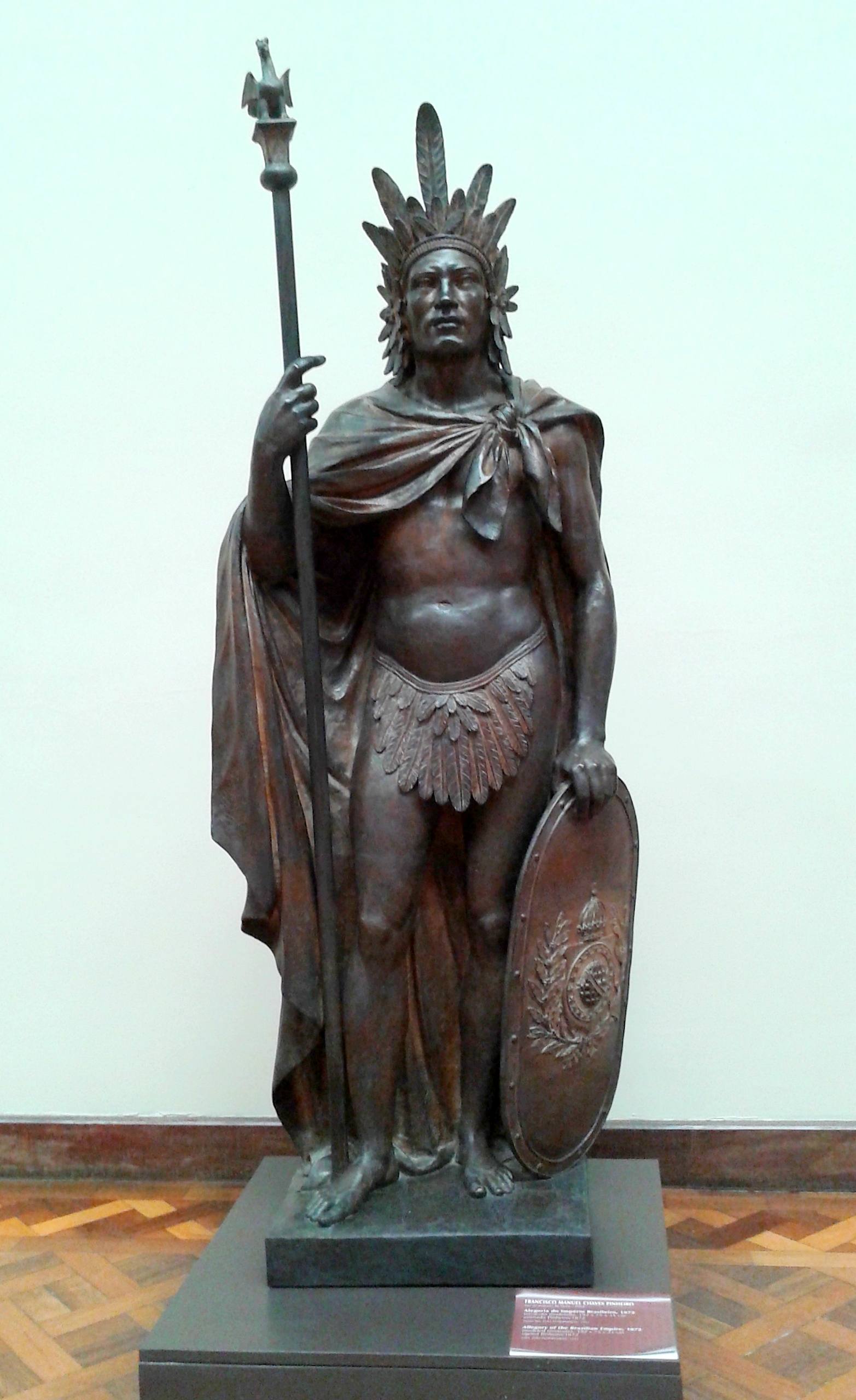
Índio em personificação nacional em escultura de Francisco Manuel Chaves Pinheiro.

O indianismo de Castro Alves traz a poesia antiescravocrata, valorizando o cantar da natureza e o indianista. A poesia negra no Brasil, sobretudo, teve seu ápice com Cruz e Souza e Jorge de Lima. Com a obra de José de Alencar o indianismo romântico é expressão do épico associado ao lírico em dimensões míticas. Faz críticas à sociedade carioca, cidade onde cresceu, levantando os aspectos negativos e os costumes burgueses. Nessas obras, há a predominância dos personagens da alta sociedade, com a presença marcante da figura feminina. Os pobres ou escravos são reduzidos ou quase não têm papel relevante nos enredos. Já a obra de Gonçalves Dias faz referência a um caso de sentimento nativista; faz-se até sinônimo de independência em sua modalidade do indianismo romântico. O Romance Indianista, tipicamente brasileiro, foi um das principais tendências do nosso Romantismo. O prestígio do indianismo - que trazia o índio e os costumes indígenas como foco literário - junto ao público foi amplo e imediato. Vários fatores contribuíram para a sua implantação. Dentre eles citamos: 
As ideias do pensador iluminista e pré-romântico Jean Jacques Rousseau. Segundo ele o homem originalmente é puro, mas é corrompido ao entrar em contato com a civilização. Portanto, Rousseau via no homem primitivo o modelo de ser humano.
No Brasil, essas ideias encontraram plena aceitação entre os artistas e o público, já que nosso índio era identificado como o bom selvagem de Rousseau; por não contarmos com a riquíssima matéria aventuresca medieval do romantismo europeu: o cavaleiro medieval representava a figura do herói romântico, justo, fiel, corajoso, forte e ético. 
No Brasil, o herói cavaleiro não poderia existir, pois não houve Idade Média, então, nosso índio passou a representar a pureza, a inocência do homem não corrompido pela sociedade, além de assemelhar-se aos heróis medievais. O próprio Brasil, recém-independente, passou a ser visto como uma espécie de "paraíso americano" a salvo da decadência cultural das civilizações portuguesa e europeia em geral.

## Contexto

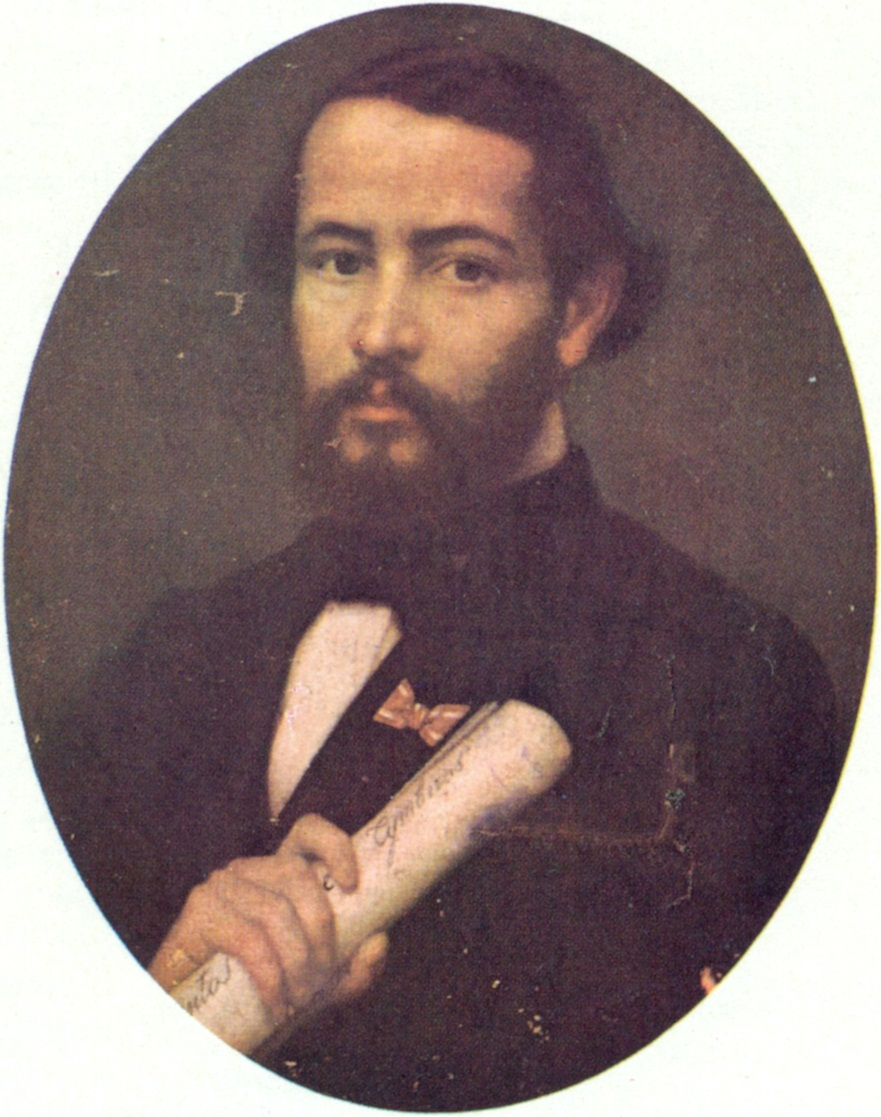
Gonçalves Dias, o mais famoso poeta indianista.

Na Europa, o romantismo foi buscar seu herói nos cavaleiros medievais. No Brasil, o herói cavaleiro não poderia existir, pois não houve Idade Média; os portugueses também não poderiam ser os heróis, pois o Brasil acabara de conquistar sua independência, mantendo, por essa razão, ressentimentos em relação aos portugueses; muito menos os negros, vindos da África, pois o pensamento da época não permitia isso. Restaram os índios, a população que habitava o país antes da conquista europeia. Contudo, divergindo do indianismo, e voz marginal dentro do romantismo, Castro Alves passou à História como o "Poeta dos Escravos", ao criar poemas abolicionistas e antirracistas como O Navio Negreiro e Vozes d'África.
Um dos fatos que estimulou o surgimento do romantismo no Brasil, foi a proclamação da independência em 1822, que, por sua vez, iniciou a definição da identidade brasileira. Conhecidos também como nativistas, povoam seus romances e versos de índios que correm livres em seu meio natural e belo. É importante lembrar que a preocupação romântica não era reconstituir uma verdade histórica, mas sim encontrar valores apresentáveis a seu público leitor, que na Europa era o cavaleiro medieval, e no Brasil, o índio.
Assim, a primeira vaga da literatura e filosofia sobre a nacionalidade brasileira (a que podemos chamar "nacionalista" ou "indianista"), é marcada pela exaltação da natureza, volta ao passado histórico, influências do medievalismo romântico, criação do herói nacional na figura do índio, de onde surgiu a denominação "geração indianista". O sentimentalismo e a religiosidade são outras características presentes. Entre os principais autores, destacam-se José de Alencar, Gonçalves de Magalhães, Gonçalves Dias e Manuel de Araújo Porto-Alegre.
Globalmente, o romantismo e o indianismo se definem e explicam como duas coordenadas cujo ponto de intersecção é o nacionalismo. Ser indianista constitui uma maneira de praticar o romanismo, enraizando-o no contexto brasileiro:
| “ | Independentemente da teoria da bondade do homem primitivo de Rousseau e mesmo das raízes da temática indianista, o indianismo que surge com o romantismo no Brasil é profundamente uma manifestação nacionalista. É certo que podemos colocá-lo em correspondência com o medievalismo europeu, conforme veremos em conclusão. | ” |

## Fases do indianismo e autores mais destacados
- Indianismo barroco - Padre José de Anchieta;
- Indianismo arcádico - Basílio da Gama, autor do poema épico O Uraguai;
- Indianismo romântico - José de Alencar, na prosa, com os romances O Guarani, Iracema e Ubirajara, entre outros; nas artes plásticas, Moema, de Victor Meirelles, Marabá e O Último Tamoio, de Rodolfo Amoedo;[8]
- Indianismo gonçalvino - Gonçalves Dias, na poesia, com poemas espalhados por vários livros, destacando-se I-Juca-Pirama, na qual relata a morte do último remanescente do povo tupi, devorado por índios da tribo dos Timbiras; Marabá; bem como o inacabado Os Timbiras.

O indianismo de José de Alencar está presente em O Guarani, além de outros clássicos como Iracema e Ubirajara. Alencar defendeu o estabelecimento de um “consórcio entre os nativos (que fornecem a abundante natureza) e o europeu colonizador (que, em troca, oferece a cultura, a civilização)". Dessa forma, surgiu então o brasileiro. Em todo o momento, a natureza da pátria é exaltada, um cenário perfeito para um encontro simbólico entre uma índia e um europeu, por exemplo.